# Poldra

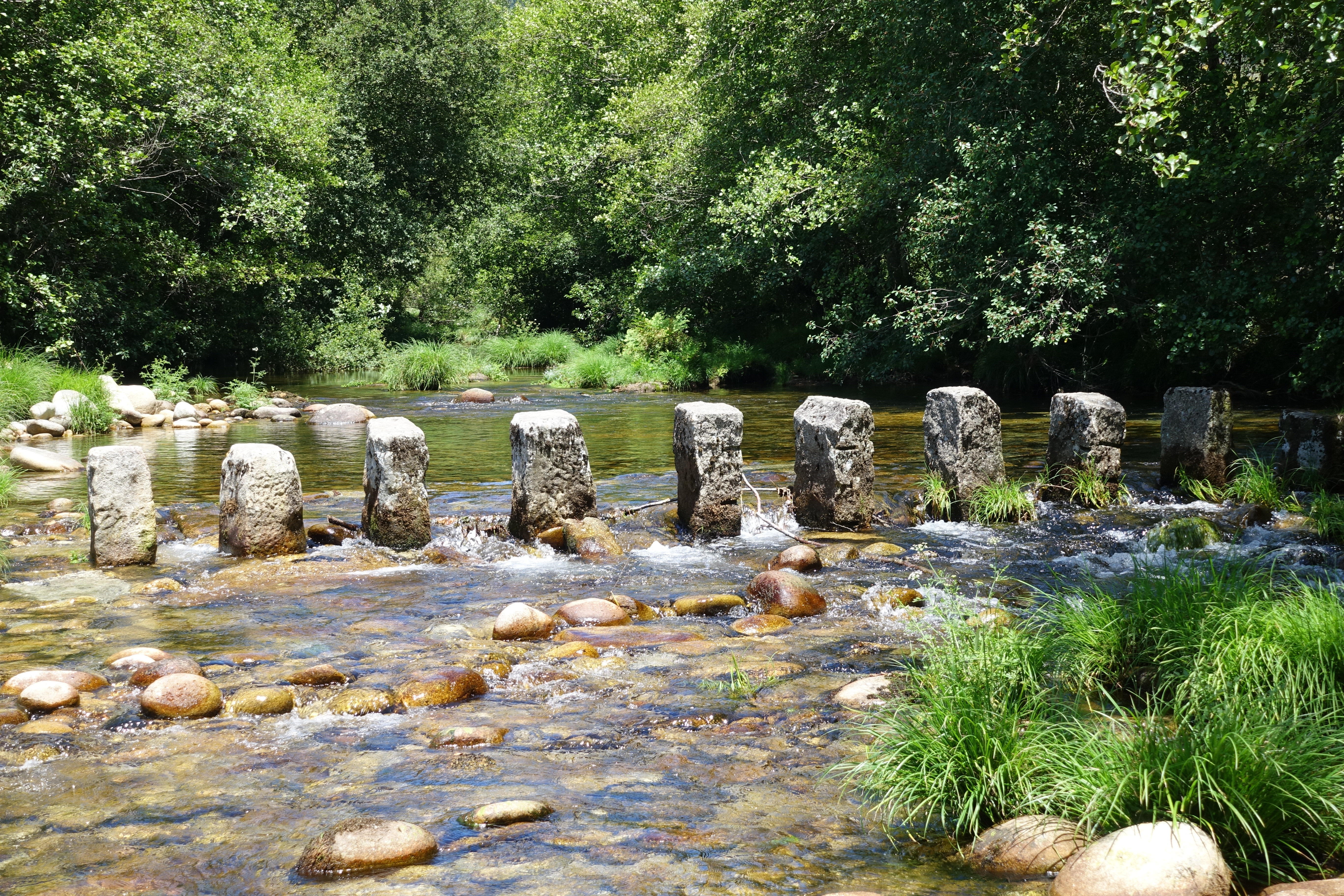
Ponte de poldras no Rio Vez

Poldra ou alpondra é cada uma das pedras de uma pequena ponte destinada a peões sobre o leito de um riacho ou ribeiro. 
Na Ribeira do Caldeirão em Maçainhas existem umas poldras. 